# 醫療影像儲傳系統

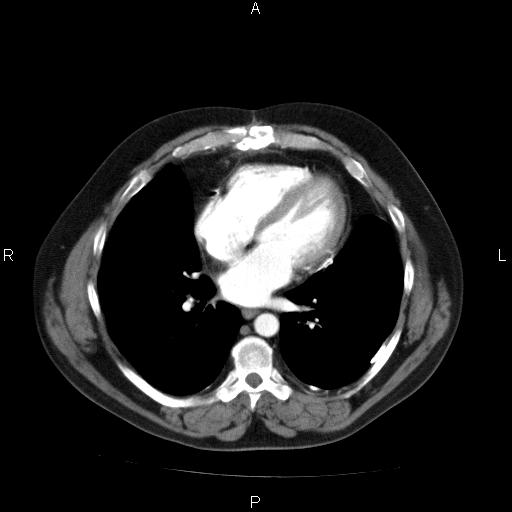
由PACS儲存的醫療影像

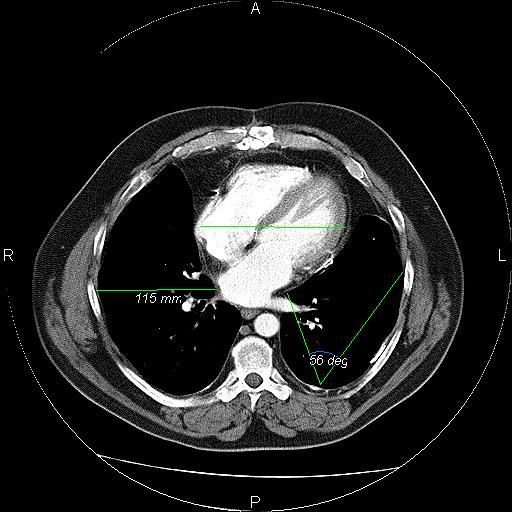
同一張圖片，經過PACS進行對比調整與影像銳利化，並且加上了測量的標籤

在影像診斷學中，醫學影像存檔與通信系統（英語：Picture archiving and communication system）是一種專門用來儲存、取得、傳送與展示醫療影像的電腦或網路系統，PACS一詞由博士提出。

## 醫療影像儲傳系統（PACS）的種類
完整的醫療影像儲傳系統可以由不同的醫學影像器材取得影像，如：超音波影像、核磁共振、正子斷層掃描、電腦斷層掃描、乳房攝影與X光攝影等器材。
而小規模的醫療影像儲傳系統則是由單一的醫療影像器材取得影像，通常這樣的系統會叫做mini-PACS。

## 用途與特性
PACS取代了傳統處理醫療影像的方式，如相片等，可使傳統之醫學影像系統具有遠端查閱與檢閱報告的能力。除此之外，它可使不同的醫療人員可以在不同的地點檢閱同一份醫療影像報告。並且由於數位儲存的成本降低，PACS將可以減少傳統以相片儲存醫學影像，所需花費的大量經濟與空間成本。
PACS目前主要由幾個有名的醫學影像器材廠商所提供，相對於PACS所使用的硬體設施，PACS的價格相當的昂貴與高成本。目前主要的供應商有：
台灣商之器_EBM、美得康_Medincom，美國奇異公司_GE，愛克發_AGFA，康世_Carestream Health（柯達），韓國英非特_Infinitt。但因PACS在建設的過程中常常需要配合當地法令、管理模式或習慣等因素進行客製化介面修改，並需常態性的系統維護，使得國內廠商亦有相當大的市場空間。
由於各家醫學儀器器材供應商雖然支援DICOM格式影像，但是均有小部分修改，因此在PACS領域中最困難的部份為解譯DICOM格式影像。各家的PACS供應商所提供之PACS均必須能夠解讀不同醫學儀器器材之DICOM格式影像，也因此促生了IHE的建立。

## 架構
標準的PACS網路架構主要包括中央伺服器，其中包括儲存醫學影像的資料庫。中央伺服器利用廣域網路或是區域網連結一個以上的終端機，終端機可用來提供或是使用醫學影像。而網基(Web-based)的PACS也逐漸越來越普及，這些PACS利用Internet的相關技術，如虛擬私人網路或SSL，來進行影像的傳輸。
在亞太地區目前PACS的完整性及發展速度可說是相當激烈，尤其以韓國及台灣的發展速度最快，而且當地的醫院資訊系統也相當的完善。
PACS可以利用ActiveX、JAVA或是.NET_Framework建構在thin或智能客户端上，因此即使不同之醫療影像器材DICOM定義，擁有統一資源定位符（URL）的醫學影像，依舊可以在網基架構上的PACS來存取。目前由於互联网的快速發展，大多数PACS廠商都已經發展出网页端的終端影像閱覽，其最大的好處就是讓影像及資訊活起來，而且不會因為時間，距離及位置的不同而無法與影像伺服器連線。
PACS的Client端可利用週邊設備來掃描醫學影像的膠片以儲存數位影像、印出醫學影像、與能夠以互動式展現來顯示影像(擷取、旋轉、放大縮小、亮度、對比等)。
現今的醫療放射設備與器材，已經可直接將數位影像存入PACS，而過去已有的膠片影像，許多的醫院放射部門也有專門的單位與器材來儲存。
儲存在PACS的醫療影像的標準格式主要為DICOM，為一项美國電氣製造商協會（NEMA）標準。

## 整合
一個完整的PACS應該提供單一存取點來存取醫療影像與相關的資料(如：支援不同的醫療儀器器材)，並且可以成為醫院資訊系統與放射線資訊系統溝通介面。
PACS作為不同系統間的溝通介面能夠提供一致性且穩定的資料集，其中有幾項好處：
- 減少輸入錯誤的病患識別碼，PACS能夠接受不同放射線資訊系統（英语：Radiology Information System）的檢驗排程，並且提供警告，當輸入病患識別碼時而系統產生非預期的資料或資訊。
- 存在PACS的資料能夠以獨一無二的病患識別碼（如：美國的社會安全號碼、NHS number）來儲存，以便將不同醫院間，甚至採用不同病患識別碼的放射線資訊系統（英语：Radiology Information System）的病患醫學影像系統資料做整合。

溝通介面也可改善工作流程：
- 當檢驗檢查報告由放射科醫師完成後PACS能夠將它加以標記，減少重複製作報告的機率。並且可由單一介面來存取這些檢驗報告。
- PACS能夠有效率的利用線上儲存（英语：online storage）與近線儲存（英语：nearline storage），允許醫學影像由近線儲存（英语：nearline storage）（如：DVD光碟櫃）先行存至線上儲存（英语：online storage）（如：陣列式磁碟機），依照診約時間先行將醫學影像儲存於影像工作站，減少因等候影像傳輸的時間。

由於整合不同系統為PACS發展的重點，不少PACS供應商開發許多整合了RIS與PACS的系統，主要有以下幾個優點：
- 分散的檢驗檢查報告可以整合在單一系統，並且報告可以自動的傳輸至轉錄員的工作站，以減少打字錯誤。若醫師需要急件檢驗報告，也可以即時讓醫師存取，使得急件報告能夠快速產出。
- PACS提供醫學影像品質的管控與審核，有問題的影像可給予標記以便重新檢查。PACS可自動記錄工作人員工作負荷與重新製作影像所需時間以便管理上的用途。

## PACS發展歷史
PACS的準則於1982年第一次由放射醫師討論，並且許多放射師一起創造了PACS一词。PACS一词第一次使用則是心血管放射醫師Andre Duerinckx博士于1981年，并於1983年發表。而Samuel Dwyer博士則將PACS一词的推廣歸功於Judith M. Prewitt博士。
一位在二十世纪九十年代初工作于伦敦的医生，Harold Glass博士，促成了英国政府的资助并在很长时间里管理着将伦敦的Hammersmith医院转变为英国第一家无胶片的医院的项目[3]。Harold Glass博士在项目完成后数月辞世，他被认为是PACS的先驱者之一。

## 外部連結
- Teleradiology, PACS and DICOM Software （页面存档备份，存于） 展示網路上可取得的免費PACS與DICOM軟體
- DICOM信息和免费工具名单（英文）
- PACS的历史（英文）